# 陳經銓
陳經銓（英語：Thomas J.C. Chen），彰化鹿港人，中華民國外交官，2018年在擔任中華民國駐史瓦帝尼大使任內病倒。

## 生平
陳經銓畢業於政治大學外交系，1980年進入中華民國外交部服務。
2008年5月至2010年9月，任駐舊金山臺北經濟文化辦事處處長。
2013年9月9日，抵任中華民國駐史瓦帝尼王國大使。9月12日，遞交國書。2018年4月，蔡英文總統訪問史瓦帝尼，陳經銓大使全程陪同。2018年6月22日上午，陳經銓在辦公室病倒送醫，並於24日被安排至南非診療。在病情有所進展後，陳回到史瓦帝尼繼續接受治療。後返台接受治療，駐史大使一職由外交部禮賓處處長梁洪昇接任。